# オットー・ルードルフ
オットー・アウグスト・フリードリヒ・ルードルフ（Otto August Friedrich Rudorff、1845年12月9日 - 1922年11月22日）は、ドイツの法学者、裁判官、明治時代の日本の司法省の法律顧問。
同時期に地方自治制度などについて建議したドイツ人法学者カール・ルードルフ (Carl Rudorph) とは別人であり、姓の原綴も異なるが、混同されることもあり注意を要する。

## 生涯
オットー・ルードルフは、ハノーファーの法律家の一家に生まれた。父親は弁護士で、叔父のアドルフ・アウグスト・フリードリヒ・ルードルフはベルリンのフリードリヒ・ヴィルヘルム大学（後のフンボルト大学ベルリン）の法学教授だった。ゲッティンゲン、ハイデルベルク、ベルリンの各大学で法律を学んだ後、ルードルフは1867年にツェレで第一次の法律家試験に合格した。学生時代には、友愛団体「Burschenschaft Allemannia Heidelberg」のメンバーになった。
ルードルフは、1871年に法律家大国家試験に合格した後、裁判官補となり、1872年2月にボンの地方裁判所に異動するまで、ゲッティンゲンで警察弁護士として働いた。その後、バウムホルダーの治安判事（1872年）、デュッセルドルフの裁判官（1874年）、カッセルの地方裁判官（1879年）、ハノーファーの地方裁判所判事（1881年）を歴任した。1884年には主著となる『Das Hannoversche Privatrecht（ハノーファー私法）』を刊行した。
1884年、ルードルフは、駐ベルリン日本大使青木周蔵の推薦により、東京大学に招かれ、ローマ法と公法について講義を行った。しかし、1885年に大学の教職を解かれ、「司法卿ノ命ヲ受ケ諸裁判所長検事長及司法省各局長課長ノ法律上ノ質疑ニ答フルコト並ニ臨時司法卿ノ命ヲ受ケ諸裁判所ニ於テ裁判ノ審理ヲ傍聴シ判事ノ顧問トナリ又ハ其意見ヲ陳フルコトヲ以テ其職務トス」とされて、司法省の顧問となった。
この間、ルドルフは1890年の裁判所構成法の起草に大きな影響を与えたが、この法律は、おもに彼が書いた草案と1877年のドイツの裁判所構成法に基づいている。
日本における活動を終えた後、ルードルフは1890年にドイツに戻り、1891年1月1日からハノーファー地方裁判所の長官となり、さらに1892年にはエルバーフェルトの地方裁判所長になった。1894年、ルードルフはプロイセンの公務員を辞め、ハンブルクのハンザ高等地方裁判所の判事となり、1916年3月1日に引退するまでこの職にあった。

## 栄誉
- 勲三等旭日中綬章